# Graanpop

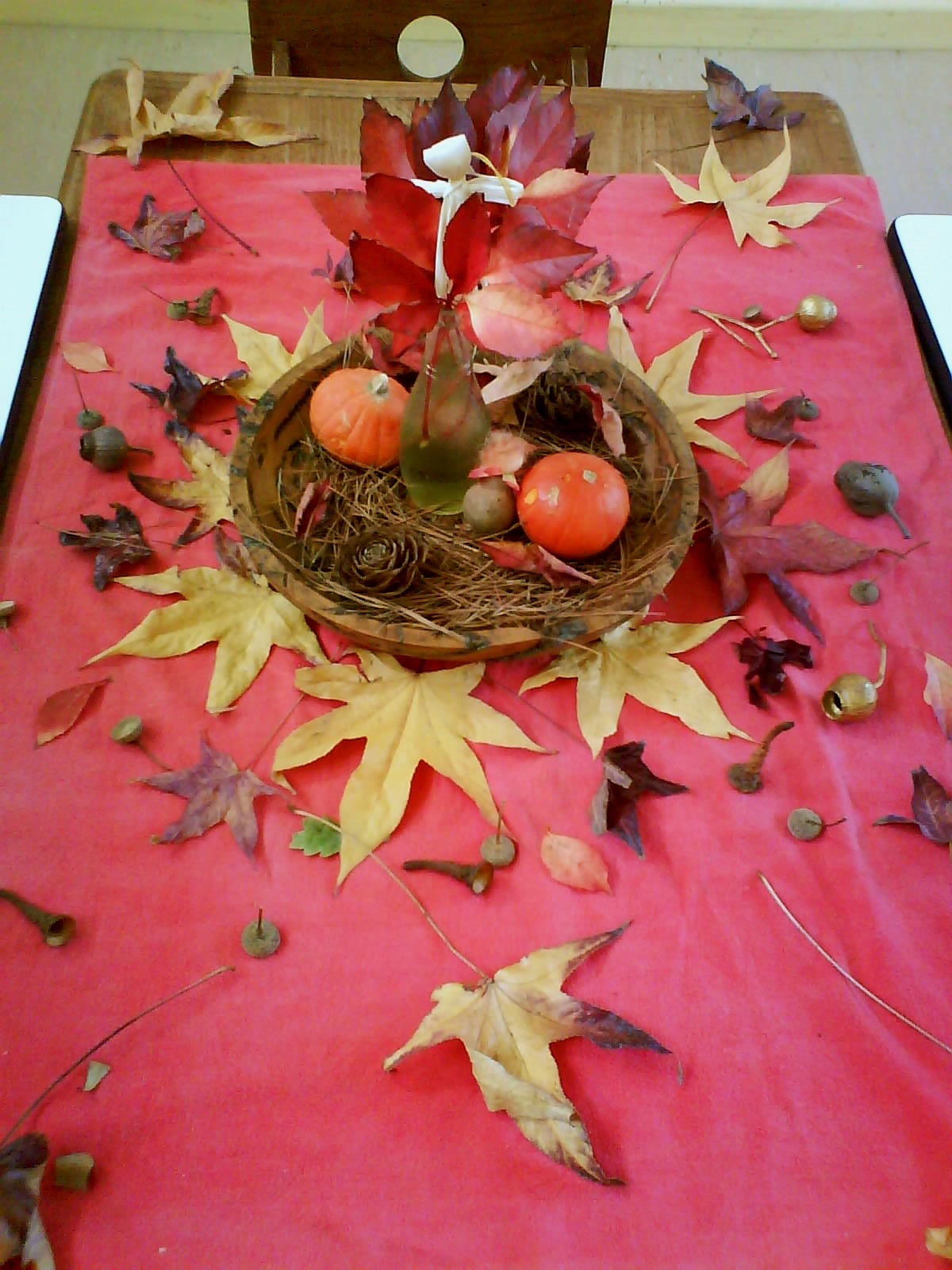
Herfsttafel met graanpop

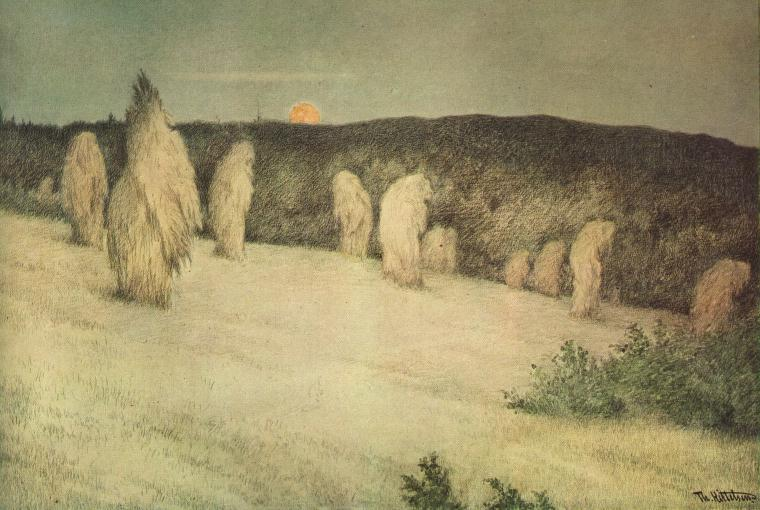
Koren(trollen) in het maanlicht, Noorwegen, Theodor Kittelsen (1857-1914)

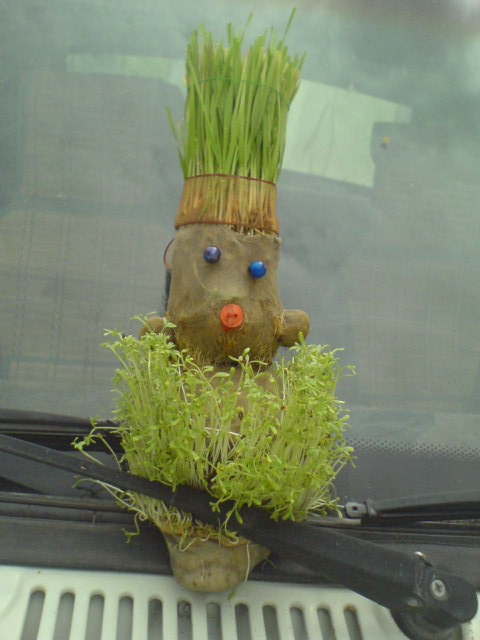

Een graanpop is een menselijke vorm die in de folklore gemaakt wordt met als basismateriaal graan of afgeleiden daarvan.
In Frankrijk (Auxerre, Bretagne) werd het laatste koren in de vorm van een mens gevlochten. Korrels werden bewaard en gemengd met het zaaigoed voor volgend jaar, opnieuw om de continuïteit van het leven te waarborgen.
Vergelijkbare gebruiken zijn waargenomen in onder meer Schotland, Ierland en Wales; in Zweden; in Polen; in Rusland.
Deze structuren werden soms "korenmoeder" genoemd, maar ook wel "grote moeder", "oude vrouw" of juist "oude man". Ook benamingen als "de maagd" of juist "de heks" komen voor, vaak afhankelijk van de oogsttijd.
Ook op Sicilië leeft het gebruik nog steeds om jaarlijks een kleine graanpop te maken met korrels die begoten worden, zodat de pop gaat leven en groeien.
Al deze rituelen en opvattingen zijn als magisch gekenschetst, niet zozeer als religieus: er komen geen priesters of tempels aan te pas, er worden geen goden aangeroepen, maar getracht wordt de natuur gunstig te beïnvloeden. Ondergang en herrijzenis, de kringloop van leven en dood worden erin uitgedrukt.
De rituelen zijn niet beperkt tot Europa: vergelijkbare gebruiken zijn waargenomen van Peru tot Birma en Indonesië, al kan het daar uiteraard andere graansoorten betreffen, zoals maïs of rijst.
Zo worden met name in Amerika nog steeds graanpoppetjes, de zogenaamde corn dollies, gemaakt. Het woord dolly verwijst daarbij wellicht naar een staketsel met armen en benen. Het kan echter ook afgeleid zijn van het Hindi-woord dālī, dat "offer" betekent.

## Oeroud gebruik
Op het dak van de tempel van Hathor in Dendra (Egypte) is een ensemble voor vieringen voorzien. Daar werden eens per jaar beeldjes van Osiris gemaakt uit Nijlslik (via een moule). Daarin werd tegelijk graan, kikkererwten, gerst, etc. gestoken en dat werd 9 dagen begoten. Zo ontstond een plantenkluwen in de vorm van een kruidenpop van Osiris. Dit werd dan gedroogd en bewaard. De kruidenpop van het vorige jaar werd gemummificeerd en ook bijgehouden. Osiris, verspreider van de landbouw, werd aldus verpersoonlijkt in graan, etc. Dergelijke beeldjes werden ook aan doden meegegeven. De symboliek hiervan is dat de gestorvene in het nieuwe voorjaar zal herrijzen en tegelijk is het "homeopathische magie": plantjes kiemen, dus ook de dode krijgt intussen nieuw leven.
Het gebruik bestaat nu nog altijd bij de Kopten. Tijdens de goede week wordt een voorstelling van Christus in de vorm van een mummie op het altaar gelegd van vrijdag tot zondag, omgeven door bloemblaadjes, e.d. Vrouwen (geen mannen) vullen ook nu nog altijd potjes met aarde en zaaien daarin. Dit doet denken aan de tuin van Adonis.
 Op Sicilië werd in het voorjaar altijd zo’n pot ("tuin van Adonis") gemaakt, die daarna werd weggegooid.